# Opernmord
Als Opernmord wird ein Gewaltverbrechen bezeichnet, das am 12. März 1963 in Wien verübt wurde. Getötet wurde dabei die zehnjährige Schülerin und Ballettelevin Dagmar Fuhrich (* 30. August 1952 in Wien; † 12. März 1963 ebenda). Der Täter war Josef Weinwurm (* 16. September 1930 in Haugsdorf, Österreich; † 22. August 2004 in Krems an der Donau), der auch als „der Opernmörder“ bezeichnet wird.

## Tat und Ermittlungen
Am 12. März 1963 ermordete Josef Weinwurm in der Wiener Staatsoper Dagmar Fuhrich, eine zehnjährige Ballettschülerin, die gerade eine Probe besuchen wollte, mit 34 Messerstichen. Er war mit dem Messer in die Oper geschlichen, traf das Mädchen am Gang, gab sich als Arzt aus und lockte es in ein Duschabteil, wo er es ermordete. Als die Leiche entdeckt wurde, hatte schon die Abendvorstellung mit Wagners Walküre begonnen. Im Zuge der Ermittlungen wurden rund 14.000 Personen ergebnislos überprüft.
Ab dem Juni desselben Jahres kam es mehrfach zu Angriffen auf Frauen. Eine Studentin wurde in einem Kino am Graben in die Nierengegend gestochen. In der Augustinerkirche wurde eine amerikanische Studentin mit einem Faustschlag und mehreren Messerstichen verletzt. Eine 41-jährige Verkäuferin erhielt auf einer Bank im Wiener Stadtpark einen Messerstich in den Rücken, der auch die Lunge verletzte. Der Täter konnte jeweils entkommen. Am 6. August 1963 wurde eine 64-jährige Pensionistin an ihrem Wohnhaus auf der Tuchlauben mit einer Gabel am Hals verletzt. Als sie begann, laut um Hilfe zu rufen, floh der Täter, wurde aber von einem Verkehrspolizisten im Nachbarhaus gestellt und festgenommen. In den folgenden Verhören gestand der verhaftete Josef Weinwurm diese Taten und den Mord an Dagmar Fuhrich.
Diese Verbrechen erregten starkes öffentliches Interesse, nicht zuletzt deswegen, weil Weinwurm an eine Zeitung eine Ansichtskarte geschickt hatte, in der er sich als „der Mörder von der Oper“ bezeichnete. Bei der Gerichtsverhandlung erklärten zwei Psychiater Weinwurm für zurechnungsfähig, auch wenn sich Weinwurm als Frauenhasser darstellte. Am 10. April 1964 wurde er wegen Mordes und dreifachen Mordversuchs zu „lebenslänglichem schweren Kerker“ verurteilt, „verschärft durch einen Fasttag und ein hartes Lager pro Monat, weiters an den Jahrestagen seiner Taten Dunkelhaft bei Wasser und Brot“.

## Dagmar Fuhrich
Die getötete Dagmar Fuhrich war das zweite Kind von Franz († 23. März 1972) und Isolde Fuhrich († 13. Juli 1992). Die ältere Schwester hieß Sylvia. Die Familie wohnte im 9. Bezirk. Die Großmutter hatte Dagmar beim Ballett als Schülerin angemeldet, da ihr Berufswunsch Primaballerina war. Sie war ein zufälliges Opfer, da sie dem Täter auf ihrem Weg in den Probenraum begegnete.
Zu ihrem Begräbnis am 22. März 1963 auf dem Grinzinger Friedhof kamen fünf- bis zehntausend Menschen, darunter Trauergäste, Neugierige, Journalisten und auch Kriminalbeamte. Eine Kriminalbeamtin beobachtete mit zwei Ballettschülerinnen, die am Tatabend einen verdächtigen Mann beobachtet hatten, die Menge um möglicherweise den Täter zu erkennen. Anwesend war auch der damalige Direktor der Staatsoper, Herbert von Karajan.
Die Schwester sagte Jahrzehnte später dem Journalisten Georg Markus, der Täter habe nicht nur Dagmar getötet, sondern die ganze Familie. Die Großmutter machte sich Vorwürfe, weil sie Dagmar bei der Oper angemeldet hatte und schnitt sich die Pulsadern auf, überlebte aber an beiden Händen gelähmt. Der Vater starb mit 49 Jahren an Krebs. Die Mutter litt nach der Tat unter schweren Depressionen, unternahm ebenfalls einen Selbstmordversuch und war mehrfach in stationärer psychiatrischer Behandlung. Auch die Schwester selbst benötigte zeitlebens Medikamente. Sie starb 2018.
Nach der regulären Liegezeit sollte das Grab 2009 aufgelöst werden. Durch Journalisten angesprochen veranlasste der damalige Direktor der Staatsoper, Ioan Holender, die Kostenübernahme der Grabnutzung durch die Staatsoper. Als die Stadt Wien wenige Jahre später als neue Kategorie der Ehrengräber das „historisch gewidmete Grab“ (siehe Gewidmete Gräber der Stadt Wien) einführte, war Dagmar Fuhrich eine der ersten, die diese posthume Würdigung erhielt. Die Schwester Sylvia wurde 2018 ebenfalls im Familiengrab beigesetzt.

## Josef Weinwurm
Josef Weinwurm hatte eine lange Vorgeschichte mit der Justiz. 1947 hatte er als 17-Jähriger in einer Schule ein Mädchen mit vorgehaltener Pistole zwingen wollen, sich zu entkleiden. Als sie stattdessen anfing um Hilfe zu rufen, flüchtete er, wurde aber gefasst. Der damalige Gerichtsgutachter sprach von einer "psychopathischen Persönlichkeit an der Grenze einer Psychose". Das Gericht sprach Weinwurm der Erpressung schuldig, verhängte aber keine Strafe, was nach dem Jugendgerichtsgesetz zulässig war. Zwei Jahre später versuchte er, eine Frau auszurauben, und bedrohte sie mit einer Papierschere. Er wurde gefasst, diesmal als geisteskrank eingeordnet und in die Heil- und Pflegeanstalt Am Steinhof eingewiesen. Dort wurde er nach etwa einem Jahr entlassen. 1953 stand er wieder vor Gericht, diesmal wegen 82 Einschleichdiebstählen. Der zuständige Psychiater sah keinen Anhalt für eine Geisteskrankheit und Weinwurm wurde zu vier Jahren schwerem Kerker verurteilt. Aus der Haft wurde er vorzeitig entlassen, wurde später aber wieder straffällig im Bereich Diebstahl und Einbruch. 1963 war er eine Woche vor dem Opernmord aus dem Arbeitshaus Göllersdorf (jetzige Justizanstalt Göllersdorf) entlassen worden.
Nach dem Urteil im Opernmordprozess verzichtete Weinwurm auf weitere Rechtsmittel. Er kam in die Justizanstalt Stein. 1966 unternahm er dort einen Selbstmordversuch. Er galt lange als längsteinsitzender Straftäter Österreichs. Ein Antrag auf vorzeitige bedingte Entlassung (möglich nach 15 Jahren) wurde angeblich mehrmals abgelehnt. Am 22. August 2004 starb er in der Justizanstalt Krems-Stein vermutlich an einem Herzinfarkt.

## Künstlerische Rezeption
- Theodor W. Adorno erwähnt den Opernmörder im Briefwechsel mit Lotte Tobisch[11]
- Der Fall des Opernmordes wurde 1973 in dem Hörspiel Der Mord im Opernhaus von Karl Bogner dokumentarisch nachgestellt.[11]
- Weinwurms Verbrechen haben den österreichischen Liedermacher Georg Danzer zu dem Lied „Die Moritat vom Frauenmörder Wurm“ inspiriert. Das Lied gipfelt in der Pointe: „Und sie sagt nur: Gestatten Sie ich bin, Hermine Wurm, die Frauenmörderin“.[12][13]
- Die Dokumentarfilmreihe Österreich II von Hugo Portisch nimmt Bezug auf den Fall.[11]
- Die österreichische Psychobilly-Band Bloodsucking Zombies from Outer Space widmeten ihm 2011 den Song „Frauenmörder Weinwurm“.[14]
- Der Fernsehfilm „Der Tod: Das muss ein Wiener sein!“ mit Drehbuch von Martin Polasek produziert von ORF, gedreht 2013, erwähnt den Opernmord.[9]
- Im Kapitel „Der Opernmord - Wie die kleine Dagmar Fuhrich starb“ in seinem Buch „Es war ganz anders, Geheimnisse der österreichischen Geschichte“ geht Georg Markus auf den Fall ein.[15]